# Mirgeš (Čongradska županija, Mađarska)
Mirgeš (mađ. Pusztamérges) je selo na jugoistoku Mađarske.
Površine je 24,39 km četvornih.

## Zemljopisni položaj
Nalazi se na jugoistoku Mađarske, na granici s Bačko-kiškunskom županijom. Salašica je zapadno, Blato je sjeverozapadno, Mirgeš je sjeverno, Jileš je sjeveroistočno, Ruzsa je jugoistočno, Ralma i Ásotthalom su jugoistočno, južno jugoistočno je Palić, južno su Otimaš i Subotica, jugozapadno su Kelebija i Tompa.

## Upravna organizacija
Upravno pripada ralmskoj mikroregiji u Čongradskoj županiji. Poštanski je broj 6785.

## Povijest
1908. je godine upravno je izdvojena Kiskunmajse pusta Mirgeš (mađ. Mérgespuszta) i formirana kao upravno samostalno selo.

## Promet
15 kilometara zapadno prolazi željeznička pruga koja povezuje Suboticu i Olaš. 10 kilometara južno od sela prolazi državna cestovna prometnica br. 55. 

## Stanovništvo
2001. je godine u Mirgešu živjelo 1342 Mirgešanina i Mirgešanki, većinom Mađara.

## Vanjske poveznice
- Službene stranice
- Mirgeš
- Mirgeš